# Hopedale (ort i Kanada)
Hopedale är en ort i Kanada.   Den ligger i provinsen Newfoundland och Labrador, i den östra delen av landet, 1 600 km nordost om huvudstaden Ottawa. Hopedale ligger 1 meter över havet och antalet invånare är 625.
Terrängen runt Hopedale är platt. Havet är nära Hopedale åt nordost. Trakten är glest befolkad.